# Alexia Putellas
Alexia Putellas Segura známá jako Alexia (katalánština: Alèxia Putellas i Segura, [alˈɛksiə puteʎəs]; * 4. února 1994 Miller del Vallès)  je španělská fotbalistka, která hraje jako záložník nebo útočník za španělský klub FC Barcelona Femení a španělskou ženskou reprezentaci obojího je také kapitánkou.
Dříve hrála za RCD Espanyol a UD Levante a také reprezentovala Katalánsko. Poté, co do roku 2022 vyhrála všechna důležitá klubová a individuální ocenění dostupná pro evropské fotbalistky, je široce považována za jednu z nejlepších fotbalistek své generace a za jednu z největších všech dob.
Vyhrála Mistrovství světa ve fotbale žen 2023.